# Liang Nuo
Liang Nuo (* 21. Juni 1999) ist eine chinesische Sprinterin.

## Sportliche Laufbahn
Erstmals trat Liang Nuo bei den Jugendasienmeisterschaften 2015 in Doha international in Erscheinung. Dort belegte sie im 400-Meter-Lauf in 55,57 s den vierten Platz und gewann mit der chinesischen Sprintstaffel (1000 Meter) die Goldmedaille. Daraufhin nahm sie an den Jugendweltmeisterschaften in Cali teil, erreichte im 200-Meter-Lauf erreichte das Halbfinale und schied über 400 Meter in der ersten Runde aus. Im Jahr darauf nahm sie an den Juniorenasienmeisterschaften in der Ho-Chi-Minh-Stadt teil und wurde in 56,59 s Fünfte über 400 Meter. Sie qualifizierte sich damit auch für die U20-Weltmeisterschaften in Bydgoszcz, bei denen sie in 56,08 s im Vorlauf ausschied. 2018 nahm sie erneut an den U20-Weltmeisterschaften im finnischen Tampere teil und erreichte diesmal das Halbfinale. Zudem wurde sie mit der chinesischen 4-mal-100-Meter-Staffel im Vorlauf disqualifiziert und erreichte auch mit der 4-mal-400-Meter-Staffel nicht das Finale. Ende August nahm sie an den Asienspielen in Jakarta teil und wurde dort mit der 4-mal-400-Meter-Staffel Vierte in 3:33,72 min.
Liang absolviert ein Sportstudium an der South China University of Technology in Guangzhou.

## Persönliche Bestleistungen
- 200 Meter: 23,85 s (+0,6 m/s), 17. Mai 2017 in Jinan
  - 200 Meter (Halle): 24,39 s, 9. März 2016 in Xi’an
- 400 Meter: 53,77 s, 2. September 2017 in Tianjin
  - 400 Meter (Halle): 55,67 s, 8. März 2016 in Xi’an